# Szerb Vajdaság és Temesi Bánság
| Magyarok Németek Románok | Szerbek Csehek és szlovákok Bolgárok |

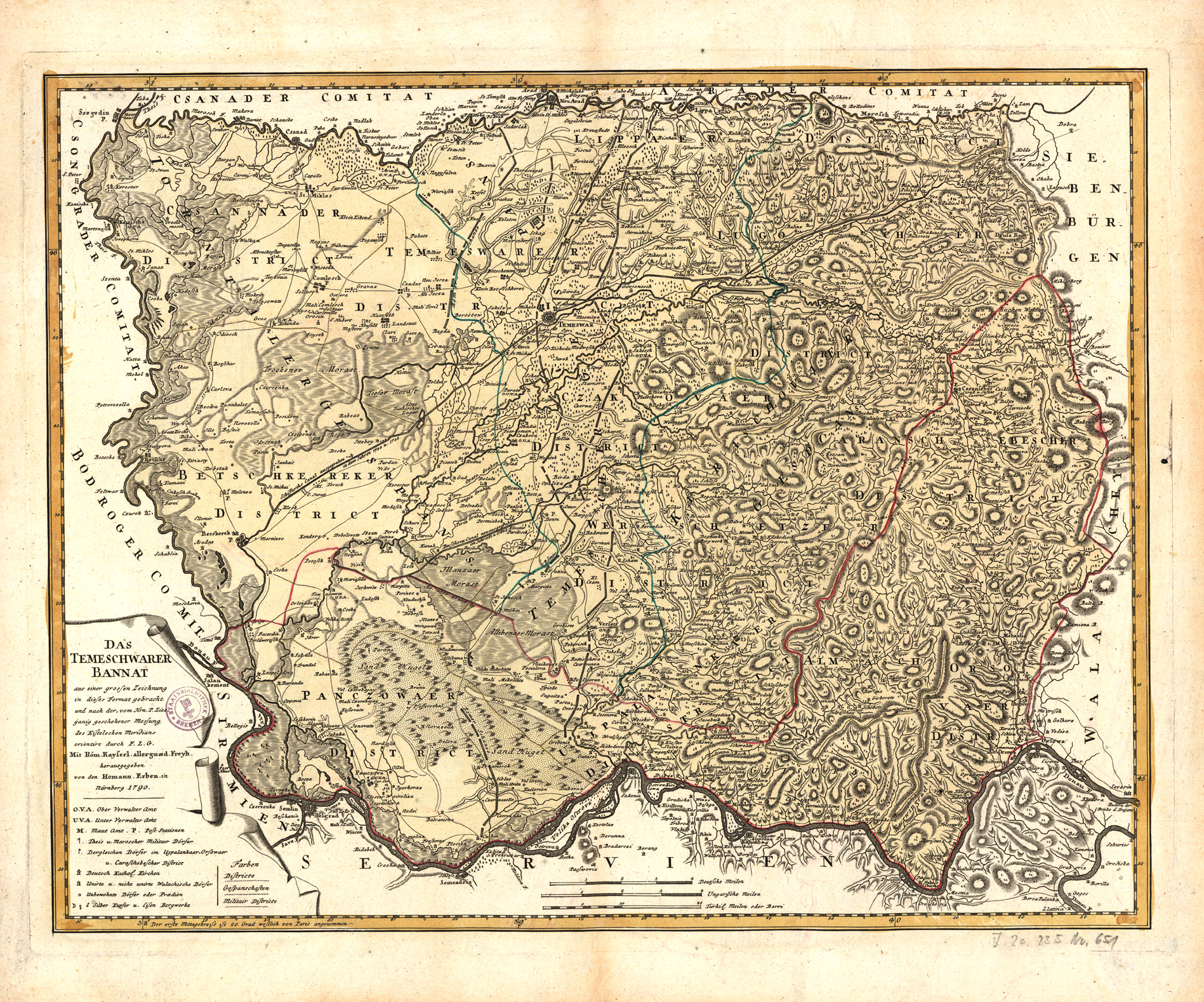
A Temesköz és Bánság történelmi régió 1790-ben

A Temesköz és Bánság etnikai térképe (1855)

A magyar szabadságharc leverése után létrejött ’Szerb Vajdaság és Temesi Bánság’ nevű közigazgatási egység

Az 1718-as pozsareváci békekötés utáni békés időszakban a pragmatica sanctio által – amely összekapcsolta Magyarország és Ausztria sorsát – a Habsburgok hatalma megszilárdult és a Habsburg Birodalomhoz került a Bánság történelmi régió területe is. Az Oszmán Birodalomtól elfoglalt területeken, osztrák katonai közigazgatás alatt, ezredek szerint szervezeték meg a katonai határőrvidéket (Militärgrenze). A területből egy osztrák örökös tartományt akartak létrehozni, német nyelvű, római katolikus lakossággal. A történelmi Magyar Királyság feldarabolásával, a részek egyenként elnémetesítve, könnyebben integrálhatóak lettek volna a Habsburg Birodalomba. A nagy betelepítési akciók a 19. század elejére zárultak le. A pozsareváci békekötéstől a kiegyezésig a népességszám mintegy negyvenszeresére növekedett. A Temesi Bánságot, a bécsi kormánynak alárendelt bánsági igazgatóság által katonailag kormányozták. 
Az 1848–49-es szabadságharc leverése után a megszállt Magyar Királyság déli részén, a Szerb Vajdaság és Temesi Bánság egy osztrák közigazgatási egységként jött létre. I. Ferenc József császár létesítette a Bach-korszak szellemében a szerb felkelők által kikiáltott Szerb Vajdaság egy részének és a hajdani Temesi Bánság területeinek egyesítésével. 
Az uralkodó 1849. november 18-án kiadott pátensével jött létre a „Bács-Bodrog, Torontál, Temes, Krassó megyékből, valamint Szerém megye rumai és iloki járásából megalakult a Szerb Vajdaság Temesi Bánság, amely külön, Magyarországtól független koronatartománnyá vált.” A közigazgatás hivatalos nyelve a német volt, de számos szerb befolyásos hivatalhoz jutott.  
A közigazgatási egység 1860-ban az októberi diploma rendelkezései révén szűnt meg.

## Közigazgatás

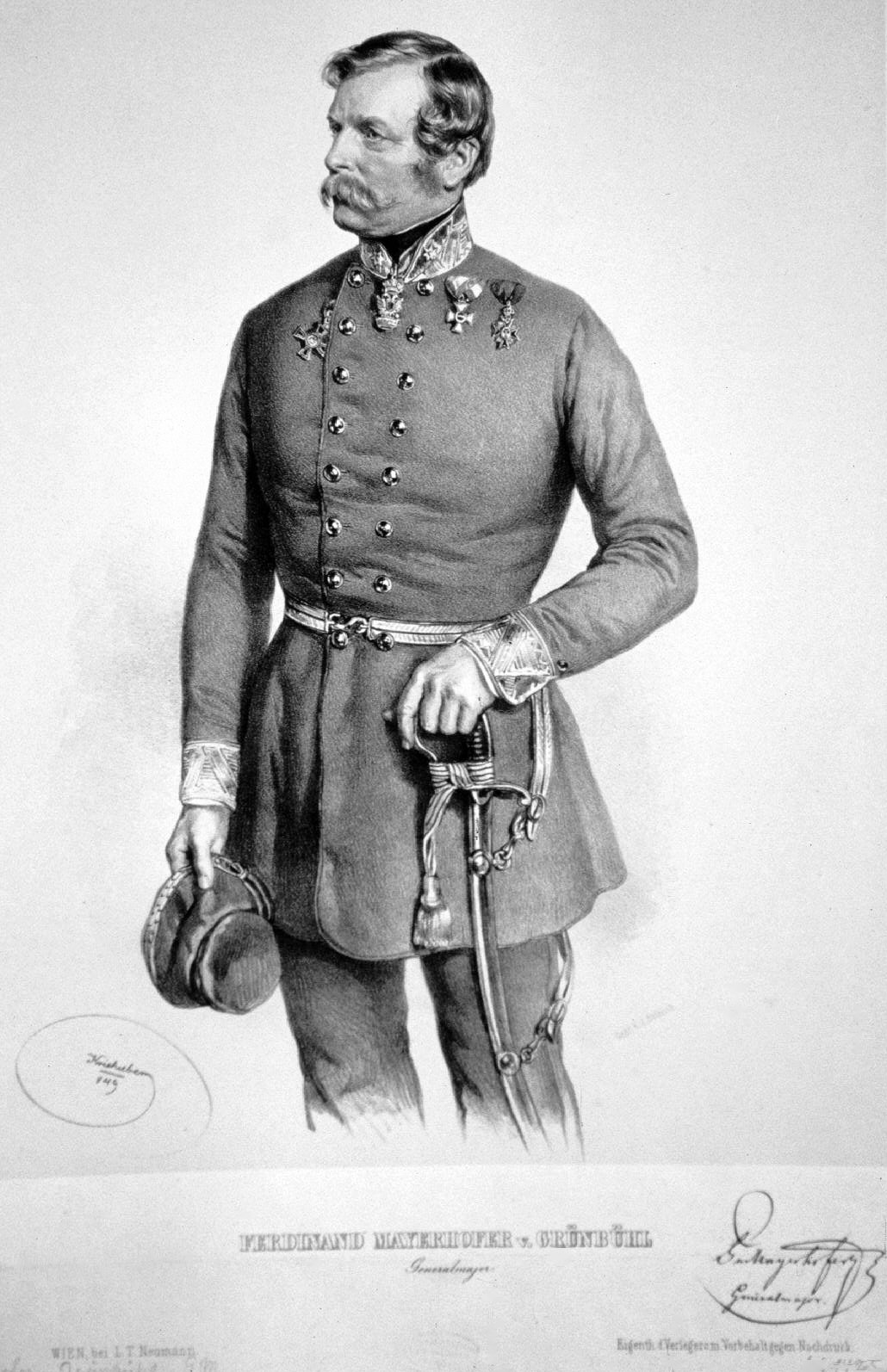
Ferdinand von Mayerhofer, akit 1850-ben bárói rangra emeltek és a Szerb Vajdaság és Temesi Bánság alvajdája (kormányzója) lett

1849-től 1850-ig  három körzet alkotta:
- Bács-torontáli körzet
- Szerémségi körzet
- Temesvár-krassói körzet

1850-től 1860-ig öt körzetből állt: 
- Nagybecskereki körzet(wd)
- Újvidéki körzet(wd)
- Zombori körzet(wd)
- Lugosi körzet(wd)
- Temesvári körzet(wd)

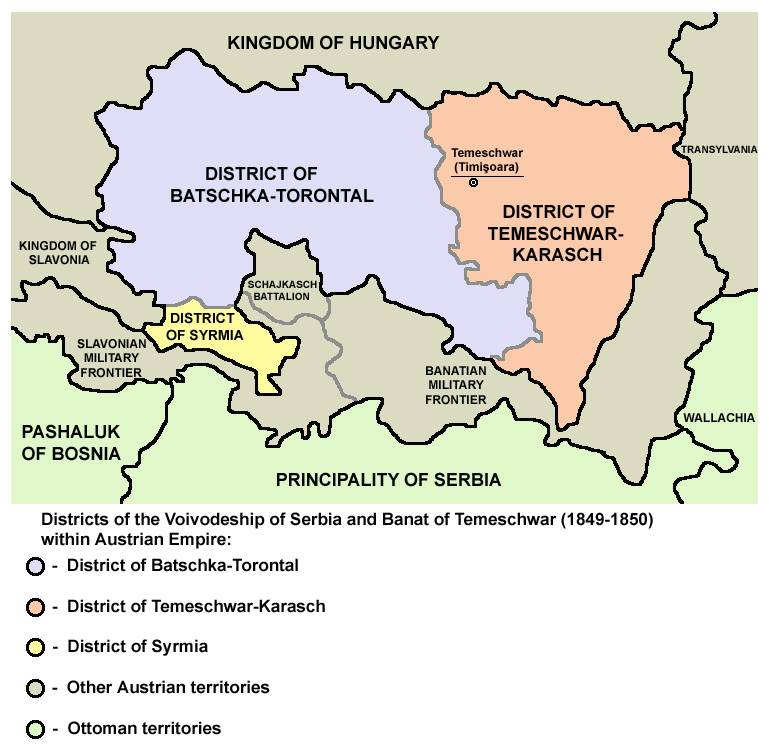
1849–1850 között
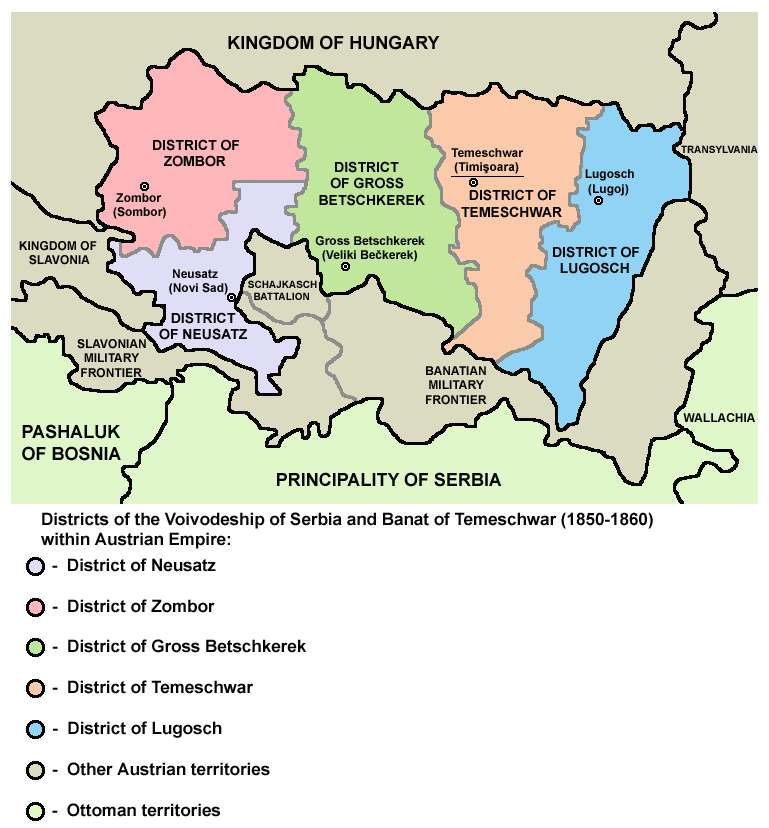
1850–1860 között

## Népesség
A 310 ezer szerbbel szemben 1,2 millió más nemzetiségű élt a Vajdaságban, a relatív többséget a terület keleti részén lakó románok adták, de jelentős volt a német és a magyar lakosság is.
- 1850-ben 243.687 magyar, 343.096 német, 28.313 szlovák, 401.543 román, 7.339 rutén 2722 horvát és 336.076 szerb lakosa volt.

- 1857-ben 383.522 magyar, 324.609 német, 24.598 szlovák, 372.060 román, 6.979 rutén és 431.863 szerb lakosa volt.

Mind az 1850-es, mind pedig az 1857-es népszámlálási adat megbízhatósága kérdéses. Előbbi a Habsburg birodalmi érdekek és pontatlanságok miatt alábecsüli, az utóbbi pedig a magyarság számának túlkompenzálása miatt túlbecsüli a magyar népesség súlyát.

## Története
1848. március 21-én Újvidéken egy szerb népgyűlés ült össze, mely üdvözölte az 1848. március 15-i pesti forradalmat és hitet tett a szerb-magyar testvériség mellett. A népgyűlésen kéréseket fogalmaztak meg: vallásuk függetlenségét kérték és más keresztény vallásokkal való egyenlőségét, iskoláik, alapítványaik és intézményeik ügyeit maguk akarták rendezni, a maradék határőrvidék státuszának rendezését kívánták és az elvett egyházi birtokaik visszaadását óhajtották. 
| Magyarok Németek Románok | Szerbek és horvátok Csehek és szlovákok Bolgárok |

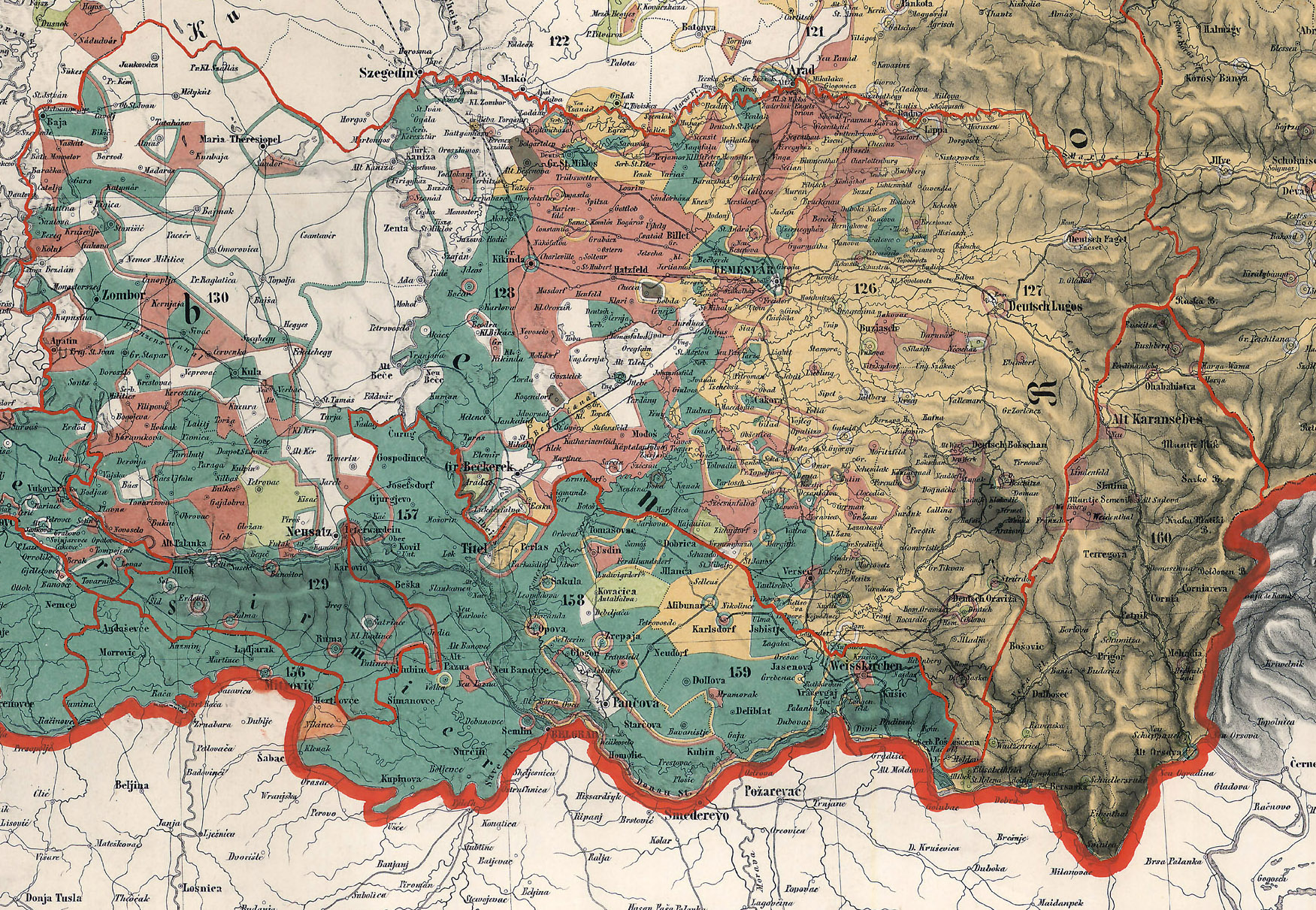
Etnikai térkép 1855-ből

1860. december 27-i császári pátens megszüntette a Szerb Vajdaság és Temesi Bánságot és a területet visszacsatolták a birodalmi közigazgatáshoz

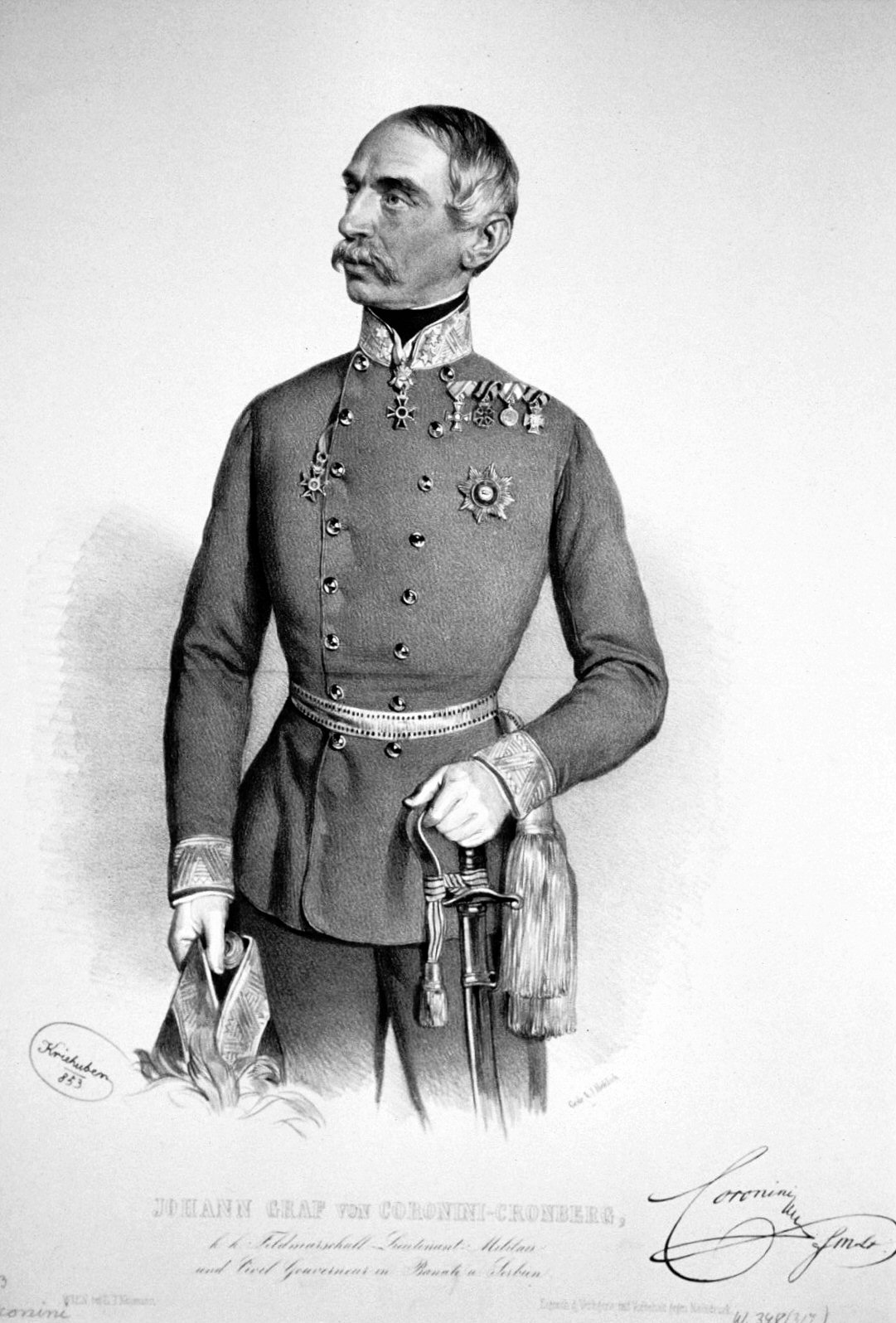
gróf Johann Coronini-Cromberg altábornagy a Szerb Vajdaság és Temesi Bánság katonai kormányzója, aki 1859. január 8-án kelt utasításában elrendelte a települések hely- és néprajzi leírását

A szerbek később már nem autonómiát követeltek, hanem azt, hogy a Vajdaság váljon külön Magyarországtól és csatlakozzék a horvátok által követelt a Horvátország, Szlavónia és Dalmácia egyesítésével megszervezendő és a Magyar Királyságtól független államhoz az osztrák császár fősége alatt. Josip Rajačić szerb pátriárka 1848. május 13-ára összehívta a Májusi Közgyűlés néven ismertté vált, szerb nemzeti kongresszust. Létrehozták a Szerb Vajdaságot, egy autonóm területet a Habsburg Birodalom területén, amit Bécs jóváhagyott.  A  felkelők létrehozták a szerb nemzet főbizottságát (főodbor), amely a Vajdaság kormányaként működött. 
A Szerb Vajdaságot a Háromegy Királysággal és a Határőrvidékkel egyesülve, közös alkotmánnyal képzelték el, amelyben jelentős autonómiát kaptak volna a szerbek, de a forradalom alatt ez cél sosem valósult meg. 1848 májusában szerb önkéntesek érkeztek a török protektorátus alatt álló, 1833-ban a második szerb felkeléskor létrejött félfüggetlen Szerb Fejedelemségből a Délvidékre, akiket a magyarországi szerbektől (rácok) való megkülönböztetés miatt szerviánusoknak neveztek. A kibontakozó szerb-Habsburg együttműködés és a szervániusok megjelenése nagy ellenszenvet váltott ki a magyar politikai elitből. Az 1848–49-es forradalom és szabadságharc időszaka alatt a szerb lázadók gyökeres etnikai tisztogatásokat végeztek a bánsági Al-Dunától az észak-bácskai Magyarkanizsa, Szenttamás, Zenta és Bácsföldvárig. Kossuth Lajos akkor elutasította a szerb kisebbségi követelések teljesítését.
…  elutasító válasz után a szépen induló barátkozás megszakadt. Kossuth a maga igazának bizonyításául hozzáfűzte, ha a szerbeket külön nemzetnek ismerné el, akkor ők külön kormányt is követelhetnének. A küldöttség egyik tagja példának hozta fel a német állapotokat, ahol több kormány létezik, azonképpen több azonos országban élő nemzet fölött is állhat egyetlen közös kormány. A házigazdát ez az érvelés éppenséggel nem győzte meg. Erre Stratimirovics fenyegetőleg kijelentette: ha Pozsonyban nem teljesítik követeléseiket, akkor a szerbek elismertetésüket máshol fogják keresni. Kossuth viszont ezt válaszolta: "Ez esetben dönt majd a kard!"
A magyar szabadságharc leverését követően, 1849. november 18-án a császári pátens életre hívta a Szerb Vajdaság-Temesi Bánság elnevezésű koronatartományt. Az így megszülető Vajdaság területe négy vármegyét (Bács, Torontál, Temes és Krassó-Szörény) és Szerém vármegye két járását (rumai járás és illoki járás) ölelte fel, központja Temesvár volt. A császár a „Szerb Vajdaság és Temesi Bánság” létrehozásával (Magyarország egyéb közigazgatási átszervezései mellett, lásd: Bach-korszak) az ország elnémetesítését, illetve más, nem magyar nemzetiségek helyzetbe hozatalával a magyar népelem további relatív súlyának tervszerű csökkentését célozta. 1849 novemberében a császár úgy intézkedett, hogy „a Magyarország déli részeiben alakítandó három közigazgatási kerület közül az egyik „Vojvodina” legyen s önálló szerb koronatartományt alkosson”. Azonban a szerbek nem voltak teljesen elégedettek az új vajdasággal, mivel bár nagy kiterjedésű volt, etnikailag vegyes (pl. román, német, magyar, horvát) nemzetiségű bánsági és szlavón területeket foglalat magába. Kizárt egyes szerb többségű területeket a Szerémségben, főleg a határőrvidéken amiket a Szerb vajdaság tervezetük magában foglalt. Felszámolták az odborokat, és a közigazgatás központja a német többségű Temesvár lett. Az új tartományban a szerbek kisebbségbe kerültek, a 310 ezer szerb mellett 416 ezer román, 396 ezer német és 256 ezer magyar lakott az új tartományban. A katonai kormányzója gróf Johann Coronini-Cromberg altábornagy lett.
Az így kialakult közigazgatási egységet végül a császár az 1860. december 27-i pátensével szüntette meg, és sorolta vissza a magyar polgári közigazgatás rendszerébe, területén újraalapítva a vármegyéket. 
- Bács-Bodrog vármegye
- Torontál vármegye
- Krassó vármegye
- Temes vármegye

Az 1867. évi osztrák-magyar kiegyezés után folyamatossá vált a magyarság beköltözése a Bánságba. Különösen azt követően, hogy 1873-ban a bécsi udvar megszüntette a határőrvidéket. A Bánság ekkor a történeti Magyarország telepítési akcióinak csaknem kizárólagos színterévé vált.

## Vajdák
A rumai és az illoki járások, valamint Bács-Bodrog és Torontál vármegyéknek leginkább szerbektől lakott területei alkották a vajdaságot. A nagyvajda címet a Habsburg Birodalom császára vette fel, míg a közigazgatási vezető az alvajdai rangot viselte.
- Ferenc József felvette a szerb nagyvajda címet – és bár 1860-ban a Vajdaság megszűnt -  haláláig viselte.[14] Tőle örökölte meg IV.Károly.

## Alvajdák (kormányzók)
- Ferdinand von Mayerhofer, (1849-1851)
- Johann Coronini-Cronberg, (1851-1859)
- Josip Šokčević, (1859-1860)
- Karl Bigot de Saint-Quentin, (1860)